# Argyreia siamensis
Argyreia siamensis är en vindeväxtart som först beskrevs av William Grant Craib, och fick sitt nu gällande namn av Staples. Argyreia siamensis ingår i släktet Argyreia och familjen vindeväxter. Inga underarter finns listade i Catalogue of Life.